# (13058) Alfredstevens
(13058) Alfredstevens ist ein Asteroid des Hauptgürtels, der am 19. November 1990 vom belgischen Astronomen Eric Walter Elst am La-Silla-Observatorium (IAU-Code 809) der Europäischen Südsternwarte in Chile entdeckt wurde.
Der Asteroid gehört der Vesta-Familie an, einer großen Gruppe von Asteroiden, benannt nach (4) Vesta, dem zweitgrößten Asteroiden und drittgrößten Himmelskörper des Hauptgürtels.
(13058) Alfredstevens wurde am 30. Januar 2010 nach dem belgischen Maler Alfred Stevens (1823–1906) benannt, der seinen eigenen Stil in der Genremalerei fand und im Auftrag des belgischen Königs Leopold II. die Ausschmückung eines Saales mit den vier Jahreszeiten gestaltete.